# Feel Special
Feel Special é o oitavo extended play (EP) do grupo feminino sul-coreano Twice. Foi lançado pela JYP Entertainment em 23 de setembro de 2019 e apresenta a faixa-título com o mesmo nome, bem como uma versão coreana de seu single japonês "Breakthrough". Segue o EP Fancy You de abril de 2019.

## Single
"Feel Special" foi o single do EP, lançado em 23 de setembro pela JYP Entertainment. Estreou e alcançou o número 9 na Gaon Digital Chart, tornando esta sua estreia mais baixa na tabela desde "Like Ooh-Ahh" em 2015. Em 4 de junho de 2020, "Feel Special" vendeu mais de 200.000 unidades nos EUA. A música será apresentada em Just Dance 2021.

## Lista de faixas
Adaptado do site oficial do grupo.
| N.º            | Título                          | Letras                     | Música                                                                                                 | Arranjo                    | Duração |  |
| 1.             | "Feel Special"                  | J.Y. Park "The Asiansoul"  | Park Ollipop Hayley Aitken                                                                             | Min Lee "collapsedone"     | 3:27    |  |
| 2.             | "Rainbow"                       | Nayeon                     | Alexander Karlsson (JeL) Alexej Viktorovitch (JeL) Mihaela Borislavova Marinova Nikol Genadieva Kaneva | Karlsson Viktorovitch      | 2:58    |  |
| 3.             | "Get Loud"                      | Jihyo JQ                   | Miro Markus Ryan Jhun Anna Timgren                                                                     | Markus Jhun                | 3:08    |  |
| 4.             | "Trick It"                      | Dahyun JQ                  | Melanie Fontana GG Ramirez Jurek Reunamäki 72                                                          | Reunamäki                  | 3:15    |  |
| 5.             | "Love Foolish"                  | Shim Eun-ji Momo           | Shim Versachoi Louise Frick Sveen                                                                      | Shim Versachoi             | 3:12    |  |
| 6.             | "21:29"                         | Twice                      | Lee Joo-hyoung (MonoTree) Sophia pae                                                                   | Lee Woo-min "collapsedone" | 3:49    |  |
| 7.             | "Breakthrough (versão coreana)" | Yu Shimoji Olivia Choi [a] | Jan Baars Rajan Muse Ronnie Icon                                                                       | Jan Baars                  | 3:37    |  |
| Duração total: | Duração total:                  | Duração total:             | Duração total:                                                                                         | Duração total:             | 23:26   |  |

Notas
- ↑a  significa um tradutor

## Desempenho nas tabelas
| Tabela musical (2019)                            | Melhor posição |
| ------------------------------------------------ | -------------- |
| Coreia do Sul (Gaon)                             | 1              |
| Escócia (OCC)                                    | 66             |
| Espanha (PROMUSICAE)                             | 47             |
| Estados Unidos (Heatseekers Albums da Billboard) | 10             |
| Estados Unidos (Independent Albums da Billboard) | 27             |
| Estados Unidos (World Albums da Billboard)       | 6              |
| França (SNEP)                                    | 35             |
| Japão (Albums da Oricon)                         | 3              |
| Japão (Digital Albums da Oricon)                 | 2              |
| Japão (Hot Albums da Billboard Japan)            | 13             |
| Reino Unido (OCC)                                | 42             |

| Tabela musical (2019)    | Posição | 50 |
| Coreia do Sul (Gaon)     | 10      |    |
| Japão (Albums da Oricon) |         |    |

| Tabela musical (2019)                                  | Melhor posição |
| ------------------------------------------------------ | -------------- |
| Canadá (Canadian Hot 100)                              | 82             |
| Coreia do Sul (Gaon)                                   | 9              |
| Coreia do Sul (K-pop Hot 100)                          | 1              |
| Estados Unidos (World Digital Song Sales da Billboard) | 1              |
| Filipinas (Philippine Hot 100)                         | 5              |
| Japão (Japan Hot 100)                                  | 4              |
| Malásia (RIM)                                          | 6              |
| Nova Zelândia (RMNZ)                                   | 8              |

| Tabela musical (2019) | Posição |
| --------------------- | ------- |
| Coreia do Sul (Gaon)  | 126     |

## Certificações
| Região                                  | Certificação | Unidades/vendas |
| --------------------------------------- | ------------ | --------------- |
| Coreia do Sul (KMCA)                    | Platina      | 250,000*        |
| *vendas baseadas apenas na certificação |              |                 |

## Reconhecimentos
| Ano  | Premiação               | Categoria                   | Resultado | Ref.   |
| ---- | ----------------------- | --------------------------- | --------- | ------ |
| 2020 | Golden Disc Awards      | Álbum Bonsang               | Venceu    | [ 29 ] |
| 2020 | Golden Disc Awards      | Álbum Daesang               | Indicado  | [ 29 ] |
| 2020 | Gaon Chart Music Awards | Álbum do Ano - 3º Trimestre | Indicado  | [ 30 ] |

| Crítico/Publicação       | Lista                                   | Canção         | Posição | Ref.   |
| ------------------------ | --------------------------------------- | -------------- | ------- | ------ |
| MTV                      | Os melhores lados B do K-pop de 2019    | "Love Foolish" | 1       | [ 31 ] |
| South China Morning Post | As 10 melhores músicas de K-pop de 2019 | "Feel Special" | 3       | [ 32 ] |
| Idology Korea            | 2019: Álbum do Ano                      | "Feel Special" | 4       | [ 33 ] |

### Prêmios de programas musicais
| Canção         | Programa                  | Data                  | Ref.   |
| -------------- | ------------------------- | --------------------- | ------ |
| "Feel Special" | Show Champion (MBC Music) | 2 de outubro de 2019  | [ 34 ] |
| "Feel Special" | Show Champion (MBC Music) | 9 de outubro de 2019  | [ 35 ] |
| "Feel Special" | M Countdown (Mnet)        | 3 de outubro de 2019  | [ 36 ] |
| "Feel Special" | M Countdown (Mnet)        | 10 de outubro de 2019 | [ 37 ] |
| "Feel Special" | Music Bank (KBS)          | 4 de outubro de 2019  | [ 38 ] |
| "Feel Special" | Inkigayo (SBS)            | 6 de outubro de 2019  | [ 39 ] |
| "Feel Special" | Inkigayo (SBS)            | 13 de outubro de 2019 | [ 40 ] |

## Histórico de lançamento
| Região         | Data                   | Formatos                      | Gravadoras   | Ref.   |
| -------------- | ---------------------- | ----------------------------- | ------------ | ------ |
| Várias         | 23 de setembro de 2019 | CD download digital streaming | JYP          | [ 41 ] |
| Estados Unidos | 1 de março de 2020     | streaming                     | JYP Republic | [ 1 ]  |